# Charles-Albert-Joseph Lecomte
Charles-Albert-Joseph Lecomte, né le 22 juillet 1867 à Comines dans le Nord, est un ecclésiastique catholique français, évêque d'Amiens de 1921 au 17 août 1934.

## Biographie

### Famille
Il est le descendant direct de Pierre-François Lepoutre (1735-1801) paysan et député du Nord aux États généraux dont la fille, Catherine Lepoutre (1775-1850) épouse Charles Louis Lecomte (1776-1847), arrière grand-père de l'évêque.

### Carrière ecclésiastique
Il était vicaire général du diocèse de Lille, en 1914, et fut otage pendant la Première Guerre mondiale. Le 10 mars 1921, il est désigné évêque d'Amiens et reçoit la consécration épiscopale des mains d'Hector Quilliet, évêque de Lille, le 17 mai de la même année.
Évêque durant l'Entre-deux-guerres, il a la lourde tâche de réconforter les fidèles et le clergé du département éprouvés par les destructions liées aux combats . En 1932, il crée la commission d'art religieux chargée d'organiser la reconstruction de près de trois cents églises détruites dans les régions dévastées de son diocèse.
Pendant son ministère, se sont développés des mouvements de jeunesse : scoutisme, Jeunesse ouvrière chrétienne, Jeunesse agricole catholique, Jeunesse étudiante chrétienne, Jeunesse indépendante chrétienne. Lecomte a soutenu la condamnation de l'Action française par le pape en 1926.
Il a laissé de lui l'image d'un homme cordial, proche des fidèles auxquels il rendait de fréquentes visites lors de tournées pastorales. Ses obsèques, en août 1934, furent suivies par une foule nombreuse.

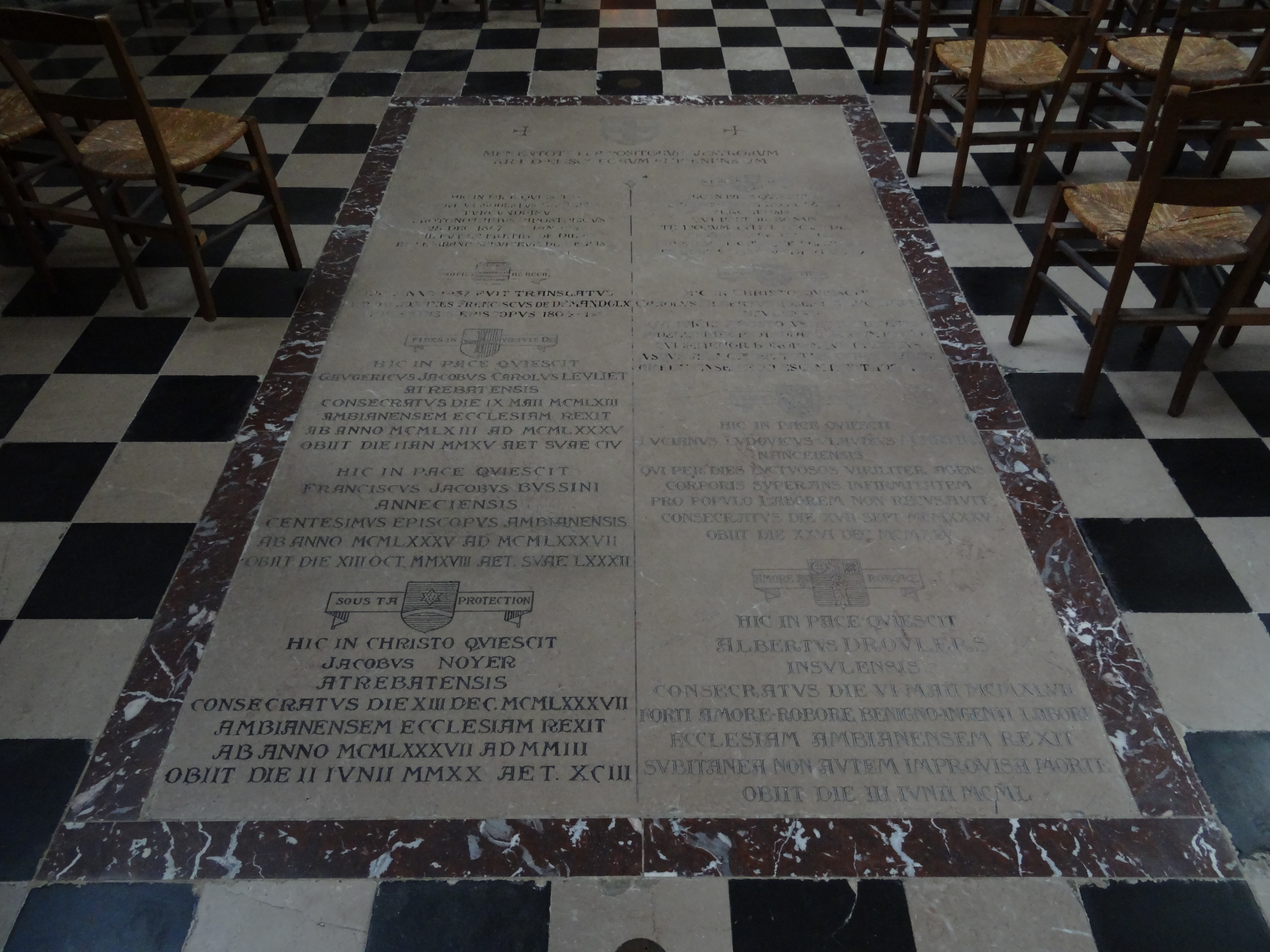
Vue de la dalle qui recouvre le caveau des évêques d'Amiens dans la chapelle Notre-Dame-de-Pitié de la cathédrale d'Amiens (Somme).

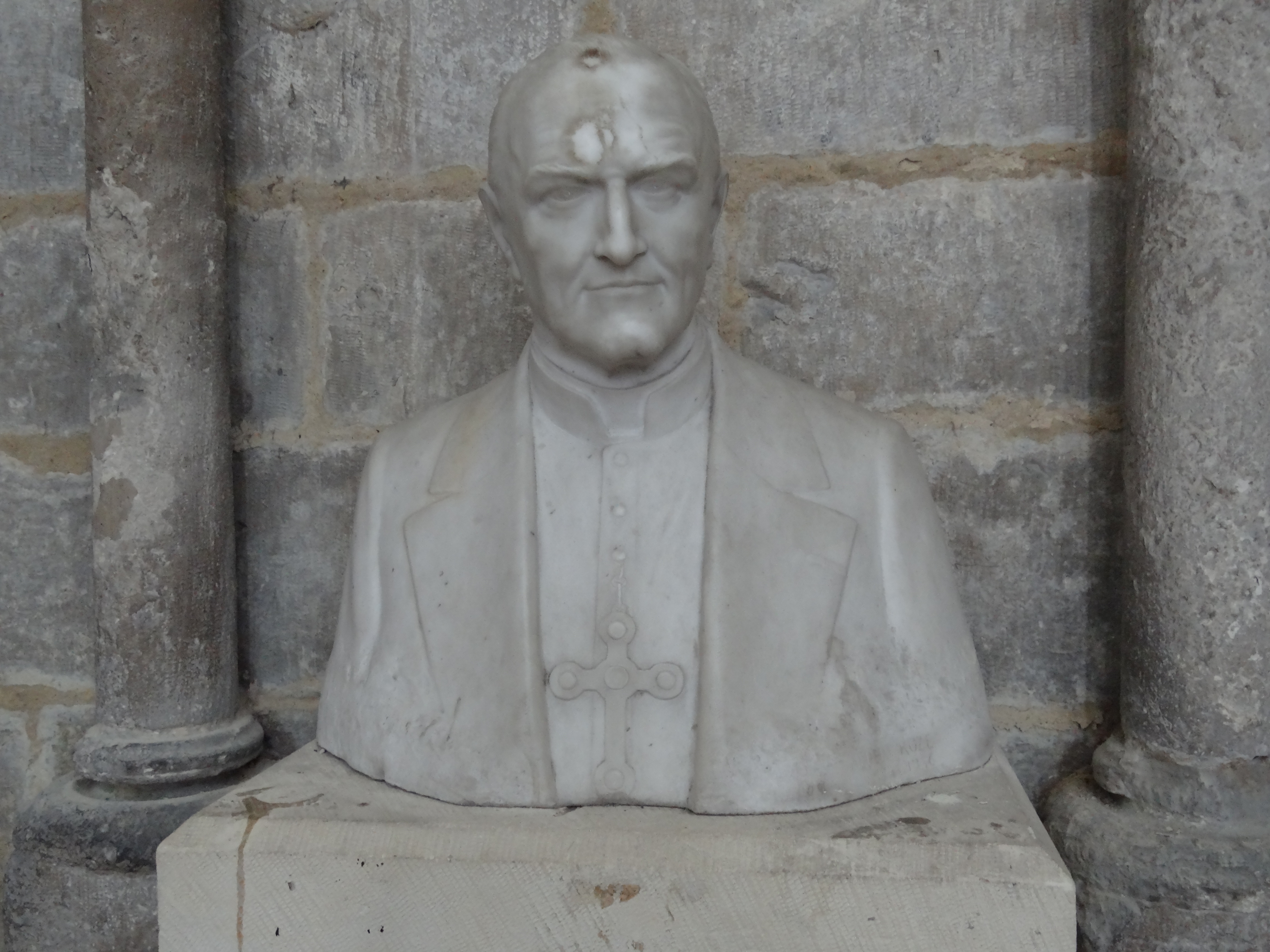
Le buste commémoratif de Charles-Albert-Joseph Lecomte sculpté par Albert Roze dans la chapelle Notre-Dame-de-Pitié de la cathédrale d'Amiens (Somme).

Il est inhumé dans le caveau des évêques de la cathédrale Notre-Dame d'Amiens.

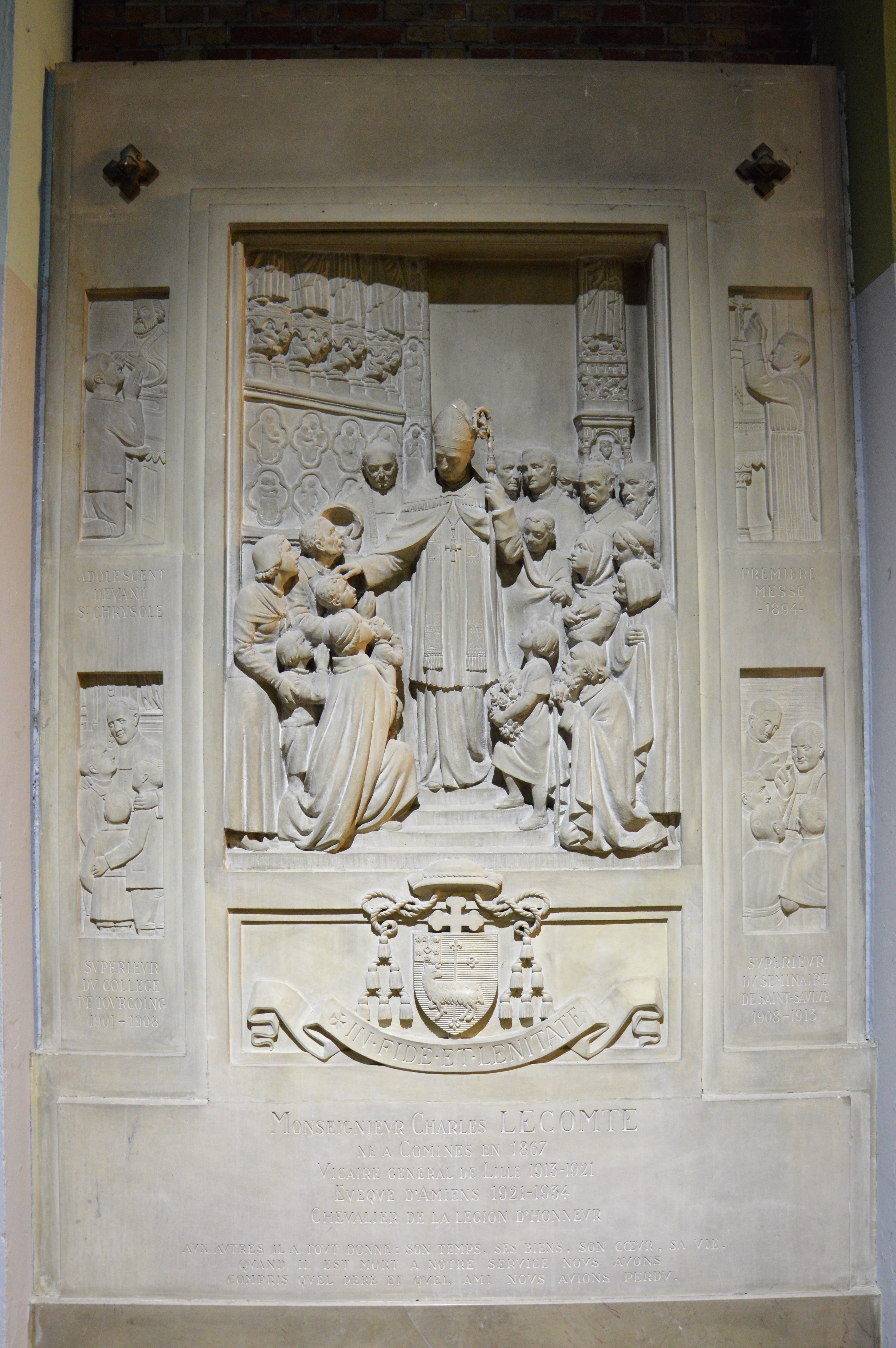
Église Saint-Chrysole de Comines - monument à Monseigneur Charles Lecomte

## Succession apostolique
Charles-Albert-Joseph Lecomte a ordonné les évêques suivants :
- Cardinal Achille Liénart (1928)
- Archevêque Frédéric Edouard Camille Lamy (1932)